# Miss Night and Day
Miss Night and Day (낮과 밤이 다른 그녀?, Natgwa bam-i dareun geunyeoLR; lett. "La ragazza che cambia dal mattino alla sera") è una serie televisiva sudcoreana trasmessa su JTBC dal 15 giugno al 4 agosto 2024. In lingua italiana è disponibile su Netflix.

## Trama
Ogni giorno, al sorgere del sole, la ventottenne Lee Mi-jin si ritrova improvvisamente invecchiata di vent'anni, un aspetto che mantiene fino al tramonto.

## Personaggi e interpreti
- Lim Soon (Lee Mi-jin anziana), interpretata da Lee Jung-eun
- Lee Mi-jin, interpretata da Jung Eun-ji
- Gye Ji-woong, interpretato da Choi Jin-hyuk
- Ko-won, interpretato da Baek Seo-hoo